# Fujita Kohei
Fujita Kohei (藤田浩平 Fujita, Kohei, sinh ngày 19 tháng 6 năm 1989 ở Hyōgo) là một cầu thủ bóng đá người Nhật Bản thi đấu cho Suzuka Unlimited FC.

## Thống kê câu lạc bộ
Cập nhật đến ngày 23 tháng 2 năm 2017.
| Thành tích câu lạc bộ | Thành tích câu lạc bộ | Thành tích câu lạc bộ | Giải vô địch | Giải vô địch | Cúp                   | Cúp                   | Tổng cộng | Tổng cộng |
| Mùa giải              | Câu lạc bộ            | Giải vô địch          | Số trận      | Bàn thắng    | Số trận               | Bàn thắng             | Số trận   | Bàn thắng |
| Nhật Bản              | Nhật Bản              | Nhật Bản              | Giải vô địch | Giải vô địch | Cúp Hoàng đế Nhật Bản | Cúp Hoàng đế Nhật Bản | Tổng cộng | Tổng cộng |
| --------------------- | --------------------- | --------------------- | ------------ | ------------ | --------------------- | --------------------- | --------- | --------- |
| 2012                  | Kamatamare Sanuki     | JFL                   | 17           | 1            | 1                     | 1                     | 18        | 2         |
| 2013                  | Kamatamare Sanuki     | JFL                   | 4            | 0            | 1                     | 1                     | 5         | 1         |
| 2014                  | Kamatamare Sanuki     | J2 League             | 11           | 0            | 1                     | 0                     | 12        | 0         |
| 2015                  | Kamatamare Sanuki     | J2 League             | 19           | 0            | 1                     | 0                     | 20        | 0         |
| 2016                  | Kamatamare Sanuki     | J2 League             | 7            | 0            | 1                     | 0                     | 8         | 0         |
| Tổng cộng sự nghiệp   | Tổng cộng sự nghiệp   | Tổng cộng sự nghiệp   | 58           | 1            | 5                     | 2                     | 63        | 3         |